# Casearia tulasneana
Casearia tulasneana är en videväxtart som beskrevs av Warb. Casearia tulasneana ingår i släktet Casearia och familjen videväxter. Inga underarter finns listade i Catalogue of Life.